# Orkun Kökçü
Orkun Kökçü (* 29. Dezember 2000 in Haarlem) ist ein niederländisch-türkischer Fußballspieler. Er steht seit Juni 2023 bei Benfica Lissabon unter Vertrag und ist seit Juli 2025 vorerst auf Leihbasis an Beşiktaş Istanbul verliehen. Er ist ein ehemaliger niederländischer Junioren-Nationalspieler und aktueller türkischer A-Nationalspieler. Er ist ein mehrfach ausgezeichneter Fußballspieler der niederländischen Profifußball-Liga Eredivisie und ein vereinzelt ausgezeichneter Fußballspieler der portugiesischen Profifußball-Liga Primeira Liga.

## Leben
Orkun Kökçü kam als Sohn eines türkischen Vaters, der aus der türkischen Kleinstadt Emirdağ stammt, und einer in den Niederlanden geborenen türkischstämmigen Mutter im nordholländischen Haarlem auf die Welt. Deswegen besitzt er die niederländische Staatsangehörigkeit und auch die Türkische. Er hat einen zwei Jahre älteren Bruder Ozan, der auch als Profifußballspieler tätig ist, aber er spielt als Nationalspieler für die Auswahl Aserbaidschans.

## Karriere
Kökçü ist ein 1,75 Meter großer und beidfüßiger Mittelfeldspieler. Er gilt gemäß dem Kicker-Sportmagazin im Mittelfeld „als Schaltzentrale zwischen [der] Defensive und [der] Offensive“. Zu seinen fußballerischen Stärken zählen gemäß der Eredivisie-Website von 2021 seine Distanzschüsse außerhalb des gegnerischen Strafraums und für Mitspieler Torschusschancen zu kreieren. Sportdigital schätzt ihn 2022 als einen „torgefährliche[n] Mittelfeld[spieler]“ ein.

### Vereine

#### Nachwuchs und erste Profijahre
Kökçü begann mit dem Vereinsfußball bei den örtlichen Vereinen Olympia Haarlem und später HFC EDO, Haarlemsche Football Club Eendracht Doet Overwinnen. Er wechselte 2014 über Stormvogels '28 und FC Groningen in die Nachwuchsakademie des Feyenoord Rotterdams, anfänglich spielte er bei den U15-Junioren. Im März 2017 erhielt Kökçü im Alter von 16 Jahren als U17-Juniorenspieler von den Rotterdamern seinen ersten Profifußballvertrag bis Sommer 2020. Er überzeugte mit seinen fußballerischen Leistungen in den Saisons der niederländischen U19-Juniorenmeisterschaft mit erzielten über zehn Toren und über 30 Vorlagen. Des Weiteren überzeugte Kökçü in der UEFA Youth League der Spielzeit 2017/18 mit fünf Toren in sieben Spielen und erreichte mit Feyenoord das Achtelfinale, wobei man gegen die späteren Finalisten FC Chelsea Academy ausschied. Er galt 2018 in den Niederlanden zu den größten Fußballtalenten und zog das Interesse internationaler Topvereine auf sich.
Im September 2018 feierte Kökçü mit 17 Jahren sein Spiel- und Tordebüt bei den Profis von Feyenoord in der ersten Hauptrunde des niederländischen Pokals beim 4:0-Auswärtssieg gegen den Fünftligisten VV Gemert. Im Dezember 2018 feierte er erneut Premieren sein Profi-Ligaspiel/Ligator-Debüt in der niederländischen höchsten Ligaspielklasse Eredivisie beim 4:1-Auswärtssieg gegen FC Emmen, wobei er bei diesem Ligaspiel auch ein Tor vorbereitete. Dadurch wurde Kökçü mit 17 Jahren und 345 Tagen zum zweitjüngsten Eredivisie-Ligatordebütanten der Feyenoord-Vereinsgeschichte. Im März 2019 wurde mit ihm vorzeitig sein Vertrag bis Sommer 2023 verlängert. Im Juni 2020 war Kökçü gemäß Transfermarkt.de transfermarkttechnisch der wertvollste Spieler der Feyenoord-Mannschaft und die Verantwortlichen von Feyenoord verlängerten mit ihm erneut vorzeitig seinen Vertrag um weitere zwei Jahre bis Sommer 2025, aufgrund seiner „sehr stark[en E]ntwick[lung]“.

#### Mehrfach ausgezeichneter Eredivisie-Spieler
Im Januar 2021 wurde Kökçü mit 20 Jahren von UEFA-Korrespondenten zu den 50 Toptalenten der Zukunft auserkoren, die 2021 für Aufsehen sorgen könnten. Er erzielte gemäß der Eredivisie-Website im März 2021 mit 20 Jahren zwei Distanztore und gab eine Torvorlage, wofür Kökçü im April 2021 zum U21-Nachwuchsspieler des Monats und in das Team des Monats der Eredivisie des vergangenen Monats ausgezeichnet wurde. Zwischen 2021 und 2022 wurde er gemäß Eredivisie aufgrund seiner Offensivleistungen weitere Male in das Team des Monats und zweimal zum Spieler des Monats auserkoren. In der Saison 2021/22 wurde Kökçü mit seiner Mannschaft Meisterschafts-Dritter und erreichte im Europapokal das Finale der UEFA Europa Conference League 2021/22. Damit war Kökçüs Mannschaft mit dem Finalgegner AS Rom die Final-Debütanten des Wettbewerbs, dabei unterlag Kökçü mit seiner Mannschaft im Finale knapp mit 0:1.
Nach Saisonbeginn 2022/23 wurde Kökçü mit 21 Jahren im September 2022 zum neuen Kapitän seiner Mannschaft ernannt. Während der Ligasaison 2022/23 wurde er in zehn Monaten fünfmal in das Team des Monats der Eredivisie auserkoren. Am drittletzten Spieltag der regulären Ligasaison führte er seine Mannschaft als Kapitän zum vorzeitigen Gewinn der niederländischen Erstliga-Meisterschaft. Am Saisonende 2022/23 gehörte er zu den zehn erfolgreichsten/meisten Strafstoß-Tor-/Eckstoßschützen, wichtigen Pass-/Flankengebern in den gegnerischen Strafraum, raumgewinnenden Pass-/Steilpassgebern, Ballkontakten und Torschusserzeugern der Eredivisie-Saison. Nach Saisonende wurde Kökçü im Mai 2023 von einer Fachjury aus ehemaligen Fußballspielern und Fußballreportern mit überwältigender Mehrheit zum Fußballer des Jahres der Niederlande auserkoren.

#### Rekordtransfer zu Benfica Lissabon
Nach dem niederländischen Nationalmeisterschaftstitelgewinn unterschrieb er im Juni 2023 beim amtierenden portugiesischen Meister und Champions-League-Teilnehmer Benfica Lissabon einen Vertrag bis 2028 mit einer Ausstiegsklausel in Höhe von 150 Millionen Euro, somit wechselte Kökçü für eine feste Grundablösesumme von 25 Millionen Euro zur Saison 2023/24 zu den Lissabonner. Dadurch wurde er zum Rekordtransfer-Abgang der Feyenoord-Historie beziehungsweise Rekordtransfer-Zugang der Benfica-Historie nach damaliger Zeit, anhand der fixen Ablöse ohne Bonuszahlungen und Weiterverkaufsbeteiligungen. Im August 2023 leitete er im Supertaça Cândido de Oliveira zum 2:0-Superpokalsieg gegen den amtierenden Pokalsieger FC Porto ein, indem Kökçü mit einer Torvorlage seine Mannschaft zur zwischenzeitlichen 1:0-Führung führte.
In der Primeira Liga 2023/24 wurde der offensiv torgefährliche Mittelfeldspieler Kökçü unter dem deutschen Cheftrainer Roger Schmidt bis in den März 2024 vor allem als zentraler und defensiver Mittelfeldspieler eingesetzt, wobei er auch defensive Aufgaben übernehmen musste. Im gleichen Monat äußerte sich Kökçü öffentlich mit seiner fußballerischen Positionierung innerhalb der Mannschaft unzufrieden, damit kritisierte er den Cheftrainer und dieser veranlasste ihn für ein Spiel zu suspendieren. Danach wurde der torgefährliche Kökçü für den Rest der Saison vor allem im offensiven Mittelfeld eingesetzt und er konnte sich offensiv effektiver und besser als Torschütze einbringen, indem er in den restlichen acht Ligaspielen vier Tore erzielte.

#### Benficas Leistungsträger
In der Saison 2024/25 begann Kökçü im August 2024 vor allem als Offensivspieler im offensiven Mittelfeld und als Außenstürmer. Im Folgemonat etablierte sich im zentralen Mittelfeld als Achter und entwickelte sich zu einem entscheidenden und offensiven Leitungsträger. Er trug mit 14 Liga-Scorerpunkten offensiv aktiv zu 11 Spielsiegen und einem Remis bei, davon waren vereinzelte, die entscheidend zu Siegen beziehungsweise zum Remis führte(n), wofür Kökçü auch fünfmal zum Man of the Match gewählt wurde. Neben dem Vizemeistertitel gewann er mit seiner Mannschaft während der Ligasaison im Januar 2025 den portugiesischen Ligapokal. Des Weiteren führte Kökçü im Januar und Februar 2025 international seine Mannschaft in der UEFA Champions League (mit)entscheidend mit seinen erzielten Toren erst in die K.-o.-Phase und später auch ins Achtelfinale. Im Mai 2025 führte er beinahe seine Mannschaft durch sein 1:0-Pokalfinalführungstor zum portugiesischen Pokalsieg 2025, aber im weiteren Spielverlauf nach seiner gelben Vorbelastung und verletzungsbedingten Auswechslung erlitt seine Mannschaft in der Nachspielzeit das Ausgleichsgegentor, woraufhin Kökçüs Mannschaft später noch in der Verlängerung unterlag.
Im Anschluss der Saison 2024/25 nahm Kökçü mit seiner Mannschaft an der FIFA-Klub-Weltmeisterschaft 2025 teil. Er holte sich mit seiner Mannschaft in einer Gruppe mit unter anderem Boca Juniors und dem FC Bayern München ungeschlagen den Gruppensieg, wobei er zwei Torvorlagen beitrug. Des Weiteren hatte er während des Turnierverlaufs einen eklatischen Disput mit seinem eigenen Cheftrainer Bruno Lage, nach dessen provokanten Geste. Später im Achtelfinale schied Kökçü mit seiner Mannschaft erst in der Verlängerung gegen den späteren Klub-Weltmeister FC Chelsea aus. Am Turnierende gehörte Kökçü zu den erfolgreichsten und zeit-effektivsten Torvorlagengebern des Turniers von 2025.

#### Kindheitstraum Beşiktaş Istanbul
Nach Spannungen mit dem Benfica-Cheftrainer Bruno Lage forcierte Kökçü seinen Kindheitstraum zu Beşiktaş Istanbul zu wechseln, weil unter anderem auch seine ganze Familie aus Beşiktaş-Anhängern besteht. Im Juli 2025 wechselte er vorerst auf Leihbasis für eine Saison zum türkischen Süper-Ligisten Beşiktaş Istanbul, mit anschließender obligatorischen Kaufklausel der Dauerverpflichtung ab 2026 in Höhe von 25 Millionen Euro.

### Nationalmannschaften
Aufgrund seiner Staatsbürgerschaften ist er laut FIFA-Statuten für die Verbandsauswahlen der Koninklijke Nederlandse Voetbal Bond (KNVB) und Türkiye Futbol Federasyonu (TFF) spielberechtigt, bis er sich ausschließlich für TFF fest gespielt hatte.

#### Juniorenspieler der Niederlande (KNVB)
Kökçü durchlief zwischen 2017 und 2019 die niederländischen Nachwuchsnationalmannschaften von der U17 bis U19. Er begann im Februar 2017 seine Nationalmannschaftskarriere bei den U-17-Junioren der Niederlande und bei den U19-Junioren stieg er zum Mannschaftskapitän auf.

#### Anfänge bei der Türkei (TFF)
Kökçüs Manager gab im Juli 2019 bekannt, dass sein Klient in Zukunft für die türkische Nationalmannschaft auflaufen würde. Im August 2019 wurde er mit 18 Jahren vom türkischen U21-Nationaltrainer Vedat İnceefe zum ersten Mal in die türkischen Nationalmannschaften für U21-Länderspiele berufen. Kökçü gab am 6. September 2019 im ersten Spiel sein U21-Länderspieldebüt für die Türkei und das direkt in der Startelf, in der Qualifikation zur U21-Europameisterschaft 2021.
Im August 2020 wurde Kökçü unter dem A-Nationaltrainer Şenol Güneş erstmals für die türkische A-Nationalmannschaft berufen für die Länderspiele im September 2020 der UEFA Nations League 2020/21, er war mit 19 Jahren der jüngste Spieler des Kaders. Im zweiten Länderspiel der Türkei in der Nations League 2020/21 gab er gegen Serbien als 19-Jähriger sein A-Länderspieldebüt und das direkt in der Startelf. Im Jahr 2021 wurde er in den türkischen Kader für die Fußball-Europameisterschaft 2021 berufen und kam in diesem Turnier zu einem Einsatz.
Im weiteren Verlauf des Jahres 2021 gab er im November sein A-Länderspieltordebüt, indem er als Joker im letzten Qualifikationsgruppenspiel das 2:1-Auswärtssiegtor gegen Montenegro erzielte. Damit sicherte Kökçü seiner Mannschaft endgültig den Einzug in die Play-off-Qualifikation der Weltmeisterschaft 2022. Dort scheiterte er mit seiner Mannschaft am späteren Weltmeisterschafts-Teilnehmer Portugal. In der Liga C der UEFA Nations League 2022/23 gehörte Kökçü mit 21 Jahren verletzungsbedingt unregelmäßig zum einsatzfähigen A-Kader, trotz dessen trug er mit einer Torvorlage auch zum Gruppensieg und direkten Aufstieg in Liga B seiner Nationalmannschaft bei.

#### Entwicklung zum Stammspieler
Bei der erfolgreichen Qualifikation zur Fußball-Europameisterschaft 2024, wobei sich die türkische A-Nationalmannschaft in seiner Historie erstmals als Gruppensieger qualifizierte, trug Kökçü als offensiver Leistungsträger mit den meisten Scorerpunkten und Torvorlagen zu vereinzelten Punktgewinnen und auch zum Gruppensieg der Nationalmannschaft bei. Zur Europameisterschaft 2024 wurde Kökçü im Mai 2024 in den vorläufigen und im Juni in den endgültigen Finalturnier-Kader nominiert. Kökçü erreichte mit der Türkei das Viertelfinale, wobei er im Viertelfinale wegen einer Gelbsperre fehlte. Kökçü kam für sich in allen möglichen Finalturnier-Spielen seiner Mannschaft zum Einsatz, davon drei in der Startformation, er sorgte für die meisten torerzeugenden Offensivaktionen und gab neben Arda Güler die meisten direkten Torvorlagen der Nationalmannschaft.
In der Liga B der UEFA Nations League 2024/25 gehörte er zum Stammkader an und kam vor allem als Startformationsspieler zum Einsatz, während der Gruppenphase bestritt er alle Spiele seiner Mannschaft. Mit der Mannschaft wurde er Gruppenzweiter und stieg mit ihr indirekt über die Play-offs erstmals in der Historie der türkischen A-Nationalmannschaft in die höchste Liga A auf, dabei trug Kökçü mit einem erzielten Tor im Play-off-Hinspiel auch bei und im Rückspiel fehlte er, wegen einer Gelbsperre.

## Erfolge
- Feyenoord Rotterdam
  - U19-Junioren
    - Niederländischer U19-Pokalsieger: 2017/18
    - Niederländischer U19-Vizemeister: 2018/19[5]

  - A-Profimannschaft
    - Johan-Cruijff-Schaal-Sieger: 2018[14] (ohne Einsatz)[53]
    - UEFA-Europa-Conference-League-Finalist: 2021/22
    - Niederländischer Meister: 2022/23[5]

- Benfica Lissabon
  - Portugiesischer Supercup-Sieger: 2023
  - Portugiesischer Vizemeister: 2023/24, 2024/25
  - Portugiesischer Ligapokal-Sieger: 2024/25
  - Portugiesischer Pokal-Finalist: 2024/25[5]

## Auszeichnungen und Bestleistungen
- Eredivisie
  - 2 × U21-Nachwuchsspieler des Monats: Dezember 2019, März 2021[7]
  - 13 × Team des Monats: Dezember 2019; Februar, März, Mai, Dezember 2021;[7] Januar, Februar, April, September, Oktober, November 2022;[19] März, April 2023[22]
  - 2 × Spieler des Monats: Januar, Februar 2022[54]
  - 1 × Meiste Eckstöße: 2021/22 mit 170 Eckstößen[24]
  - 1 × Meiste raumgewinnende Pässe: 2022/23 mit 379 raumgewinnenden Pässen[24]
  - 1 × Fußballer des Jahres der Niederlande: 2022/23[25]

- Primeira Liga
  - 1 × Tor des Monats: September 2023[55]
  - 5 × Man of the Match: 3., 5., 6., 15., 29. Spieltag der Saison 2024/25[30]
  - 1 × Mittelfeldspieler des Monats: März 2025[56]
  - 1 × Mannschaft des Jahres (Fan-Wahl): 2024/25[57]
  - 1 × Meiste raumgewinnende Pässe: 2024/25 mit 309 raumgewinnenden Pässen
  - 1 × Meiste wichtigste Pässe: 2024/25 mit 76 wichtigen Pässen
  - 1 × Meiste Pässe in das letzte Drittel: 2024/25 mit 233 Pässen in das letzte Drittel[24]

- UEFA Champions League
  - 2 × Man of the Match: 2. Spieltag der Ligaphase und Play-offs-Rückspiel der K.-o.-Phase der Saison 2024/25[58]
  - 1 × Team der Woche: Play-offs-Rückspielwoche der K.-o.-Phase der Saison 2024/25[59]